# Gijsberta Verbeet
Gijsberta Verbeet (Den Bosch, 24 januari 1838 -  aldaar, 1 december 1916) was een Nederlands kunstschilderes.

## Biografie
Ze was een dochter van Willem Verbeet. Net als haar vader werd ze bekend om het schilderen van stillevens van fruit en bloemen. Ze volgde geen opleiding aan een kunstacademie en werkte vooral met olieverf.
Ze signeerde haar werk met "G. Verbeet" met vaak een jaartal daaraan toegevoegd. Haar werk bevindt zich vooral in particuliere verzamelingen en galeries.
Ze woonde en werkte heel haar leven in haar geboorteplaats. Ze overleed in 1916 op 78-jarige leeftijd.

## Galerij
| Stilleven met fruit, 1858 |  | Stilleven met bloemen, 1896 |
| Stilleven met fruit, 1858 |  | Stilleven met bloemen, 1896 |

- Biografisch Portaal: 58137878
- RKD-Nederlands Instituut voor Kunstgeschiedenis: 80063
- Union List of Artist Names: 500002255
- Virtual International Authority File: 95694314